# دلفینین
دلفینین (به انگلیسی: Delphinine) با فرمول شیمیایی C۳۳H۴۵NO۹ یک ترکیب شیمیایی با شناسه پاب‌کم ۴۴۱۷۲۶ است؛ که جرم مولی آن ۵۹۹٫۷۱۲ g/mol می‌باشد.